# 슈잉구

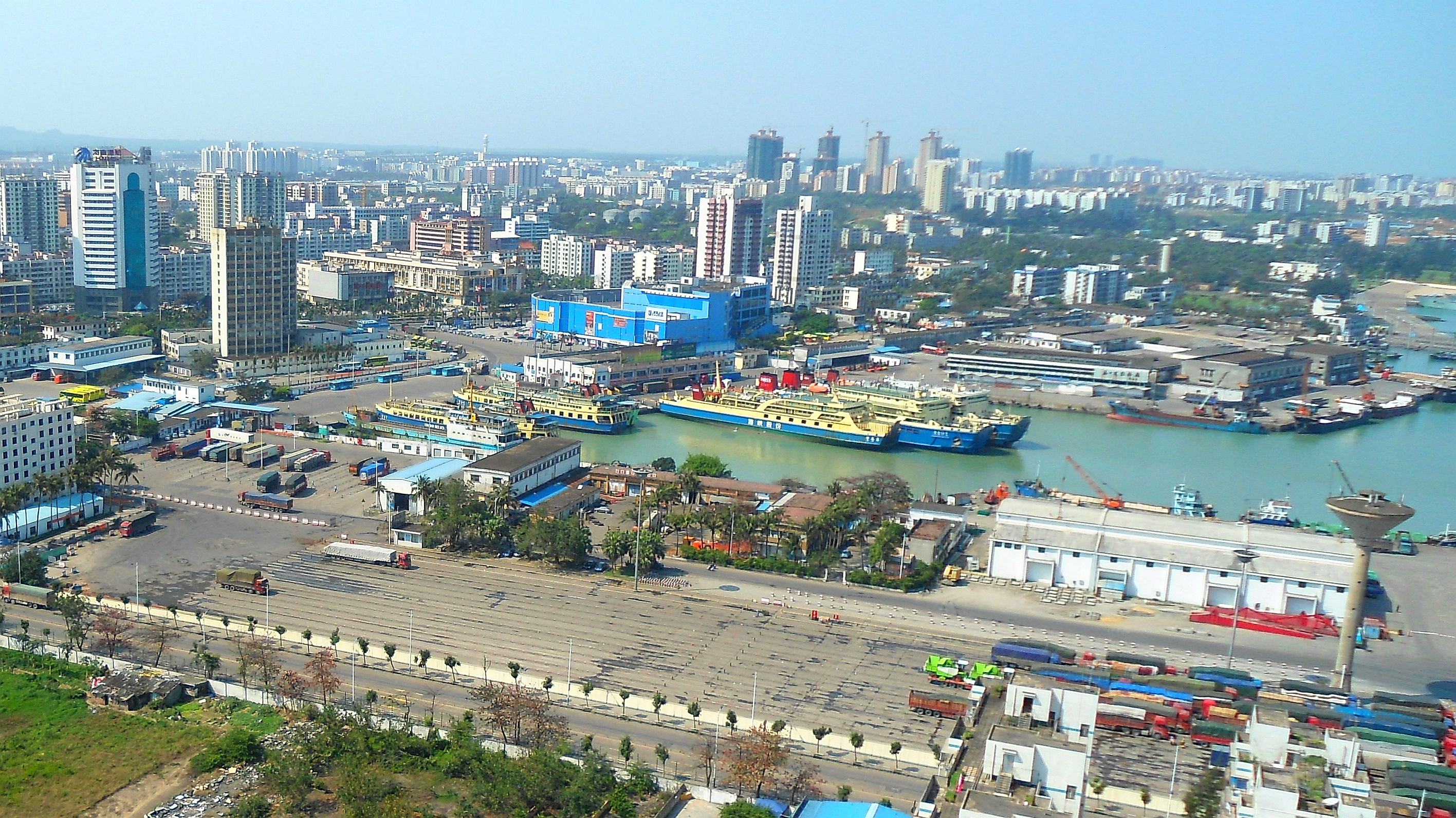

슈잉구(한국어: 수영구, 중국어: 秀英区, 병음: Xiùyīng Qū)는 중화인민공화국 하이난성 하이커우 시의 현급 행정구역이다. 넓이는 512km2이고, 인구는 2007년 기준으로 270,000명이다.

## 행정 구역
2개 가도, 6개 진을 관할한다.
- 가도: 수영가도, 해수가도.
- 진: 서수진, 장류진, 해수진, 석산진, 영흥진, 동산진.